# Newsweek
Newsweek – amerykański tygodnik społeczno-polityczny, który przedstawia wydarzenia z kraju i całego świata, z różnych dziedzin życia.
Został założony przez byłego redaktora „Time’a” Thomasa J. C. Martyna. Pierwszy numer pisma ukazał się pod nazwą „News-Week” 17 lutego 1933 (egzemplarz kosztował 10 centów), a w 1961 roku Newsweek został zakupiony przez Washington Post Company. Z powodu znaczącego spadku sprzedaży (38% w latach 2007–2009), w sierpniu 2010 roku tytuł został zakupiony przez Sidneya Harmana, założyciela firmy Harman Kardon. Zapłacił on za Newsweeka symboliczną kwotę jednego dolara, zgadzając się równocześnie na przejęcie zobowiązań finansowych pisma opiewających na kwotę 47 milionów dolarów. Tym samym uratował on tytuł przed upadkiem.

Aktualne logo tygodnika

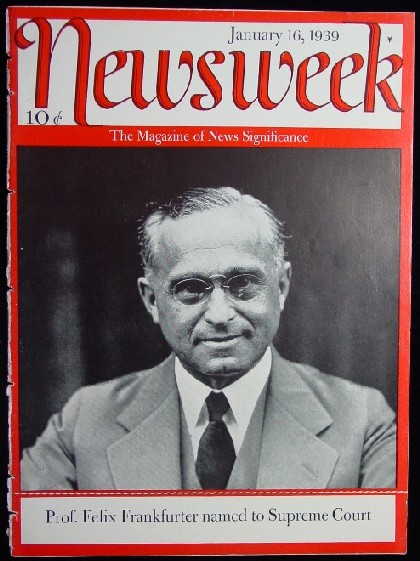
Okładka „Newsweeka” z 1939

W listopadzie 2010 roku „Newsweek” połączył się z portalem informacyjno-publicystycznym The Daily Beast, a na stanowisku redaktora naczelnego pojawiła się dotychczasowa szefowa serwisu, Tina Brown.
W 2003 roku łączny nakład pisma wyniósł 4 mln egzemplarzy, z czego 3,1 mln w USA.
Czasopismo wydawane jest również w Polsce pod tytułem „Newsweek Polska”. W 2010 roku właścicielem polskiego odpowiednika tytułu został wydawca Ringier Axel Springer Polska.
Przed świętami Bożego Narodzenia w 2012 roku ukazało się ostatnie drukowane wydanie tygodnika w wersji amerykańskiej, od 2013 roku wersja ta dostępna była jedynie w wersji elektronicznej. W 2014 powrócono do wydawania papierowej wersji tygodnika. Do 2012 r. ukazało się łącznie 4150 wydań; w tym czasie redagowało go siedemnastu redaktorów naczelnych, wygląd winiety zmieniany był jedenastokrotnie, a dwunastu jego dziennikarzy zginęło podczas pełnienia swoich obowiązków służbowych.